# Newham (londýnský obvod)
Městský obvod Newham (oficiální název London Borough of Newham) je městský obvod na východě Londýna a je součástí Vnějšího Londýna.
Městská část vznikla v roce 1965 a zahrnuje bývalé části East Ham a West Ham. Hranici mezi těmito obvody tvoří Green Street. Metropolitan Borough of Woolwich spolu s malým územím východně od řeky Rodnig – původně součásti Barking a Dagenham - byly začleněny do Newhamu později.
Newham hraničí s Barking a Dagenham na východě, Greenwichem řekou Temží na jihu, Tower Hamlets a Hackney řekou Lee na západě a Waltham Forestem a Redbridge na severu.
Na rozdíl od většiny londýnským městských části je rada obvodu vedena přímo voleným starostou.
Údaje ze sčítání obyvatel ukazují na to, že Newham je nejvíce kulturně různorodá oblast Velké Británie. Obvod má druhý nejvyšší podíl muslimů mezi místními obvody Velké Británie.
Newham je jedním z obvodů, kde se konaly Letní olympijské hry 2012 a část městské části spadá do rozvojové oblasti údolí řeky Temže – Thames Gateway.

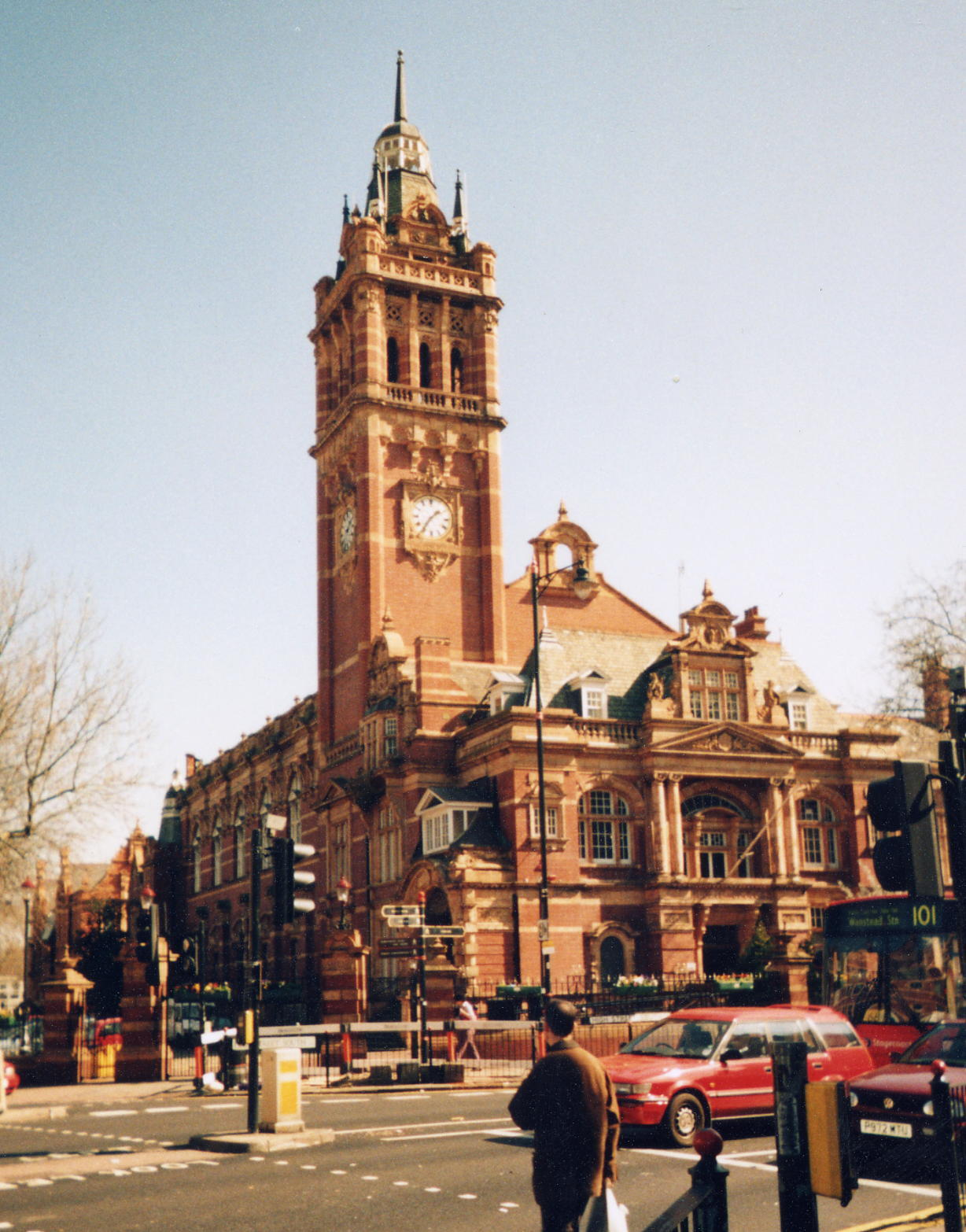
Newhamská radnice

## Čtvrti městského obvodu
- Beckton
- Canning Town
- Custom House
- East Ham
- Forest Gate
- Little Ilford
- Manor Park
- North Woolwich
- Plaistow
- Silvertown
- Stratford
- Upton Park
- West Ham

## Zajímavá místa
- ExCeL Exhibition Centre
- letiště City Airport
- North Woolwich Old Station Museum
- Stratford Circus
- Thames Barrier
- Theatre Royal Stratford East
- University of East London
- West Ham Park
- West Ham United FC

## Doprava

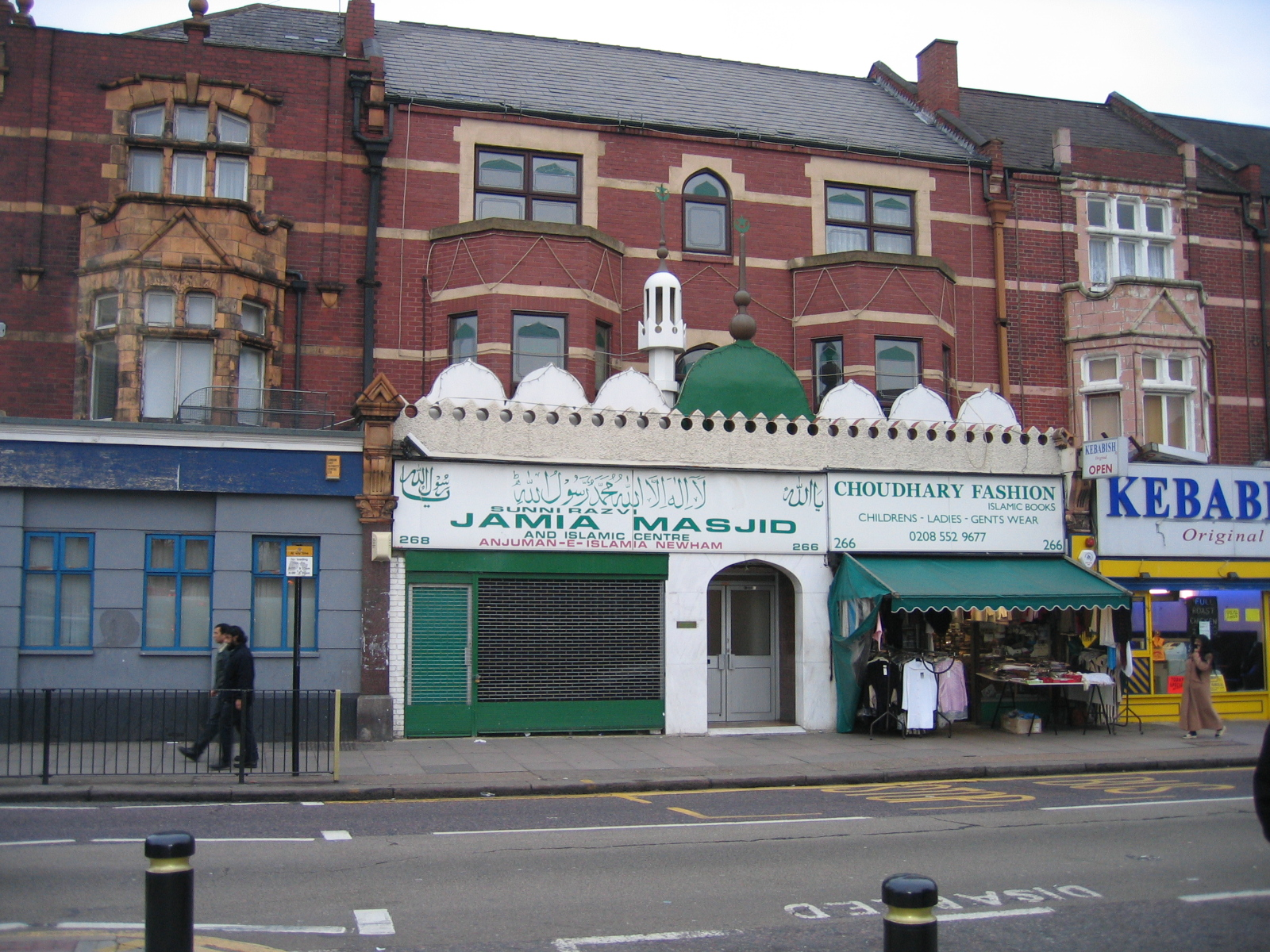
Jamia Masjid v East Hamu

V poslední době došlo v dopravě v Newhamu k podstatnému zlepšení vybudováním Docklands Light Railway (DLR) a stavbou trasy metra Jubilee Line s novými nebo obnovenými stanicemi Canning Town, West Ham a Stratford. V Newhamu se nachází letiště City Airport a ve stanici Stratford budou zastavovat vlaky spojení Eurotunel, které zrychlí vnitrostátní a mezinárodní železniční spojeni. Projekt Crossrail přinese zlepšení železničního spojení obvodu s okolím a vybudování několika dalších zastávek. Další rozšíření sítě DLR spojí City Airport, Newham a Woolwich.

### Železniční zastávky a stanice metra a DLR
- Beckton DLR station
- Beckton Park DLR station
- Cyprus DLR station
- Canning Town station - Jubilee Line, Silverlink a DLR
- Custom House station - Jubilee Line a Silverlink
- East Ham tube station - District a Hammersmith & City Lines
- Forest Gate railway station - 'one' Great Eastern
- Gallions Reach DLR station
- Maryland railway station - 'one' Great Eastern
- Plaistow tube station - District and Hammersmith & City Lines
- Prince Regent DLR station
- Royal Albert DLR station
- Royal Victoria DLR station
- Silvertown railway station - Silverlink
- Stratford station - 'one' Great Eastern, 'one' Anglia, Jubilee Line, Central Line a DLR
- Manor Park railway station - 'one' Great Eastern
- North Woolwich railway station - Silverlink
- Pudding Mill Lane DLR station
- Upton Park tube station - District and Hammersmith & City Lines
- Wanstead Park railway station - Silverink
- West Ham station - Silverlink, c2c, Jubilee, District a Hammersmith & City Lines
- Woodgrange Park railway station - Silverlink